# Porte de Provins (Donnemarie)

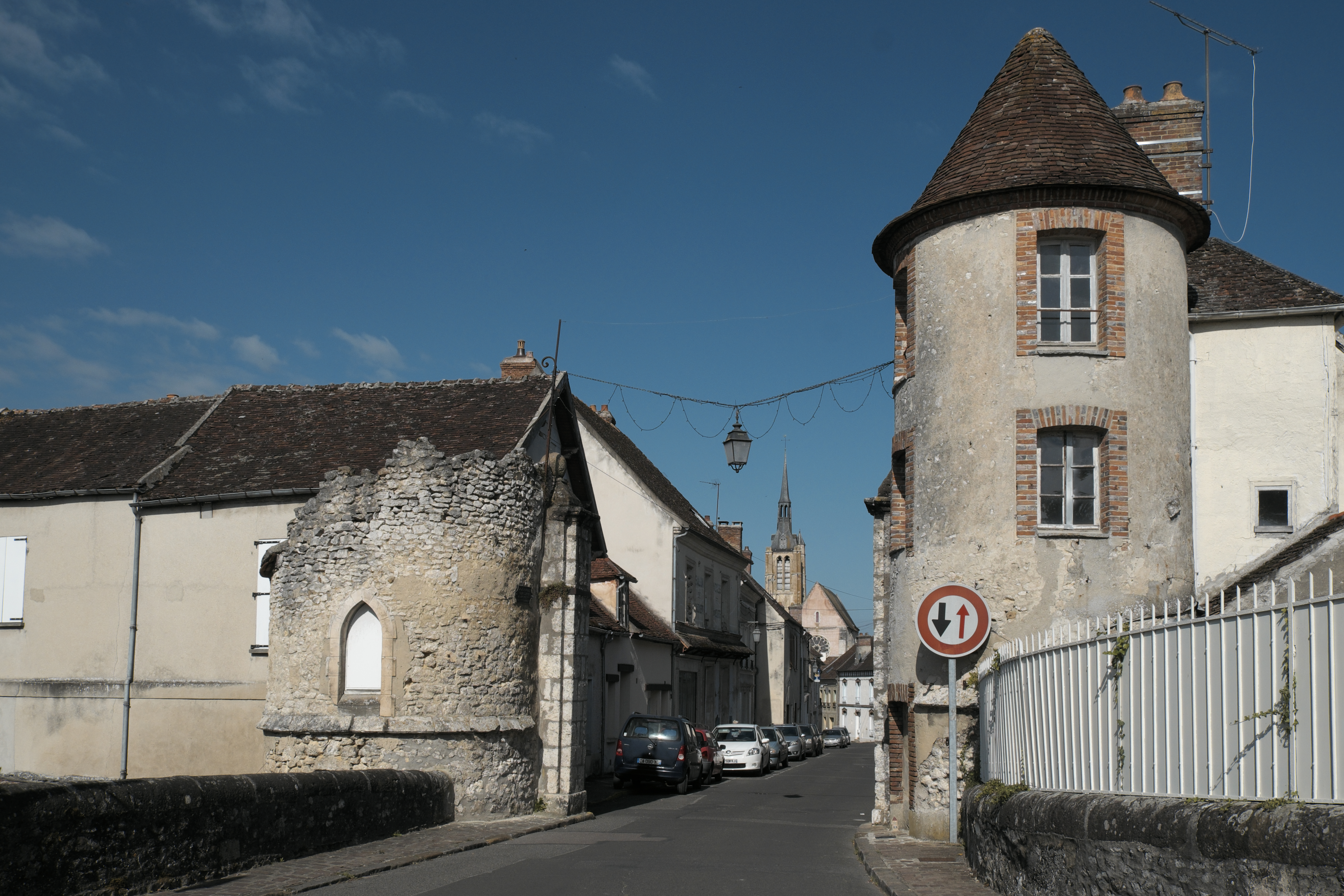
Porte de Provins in Donnemarie

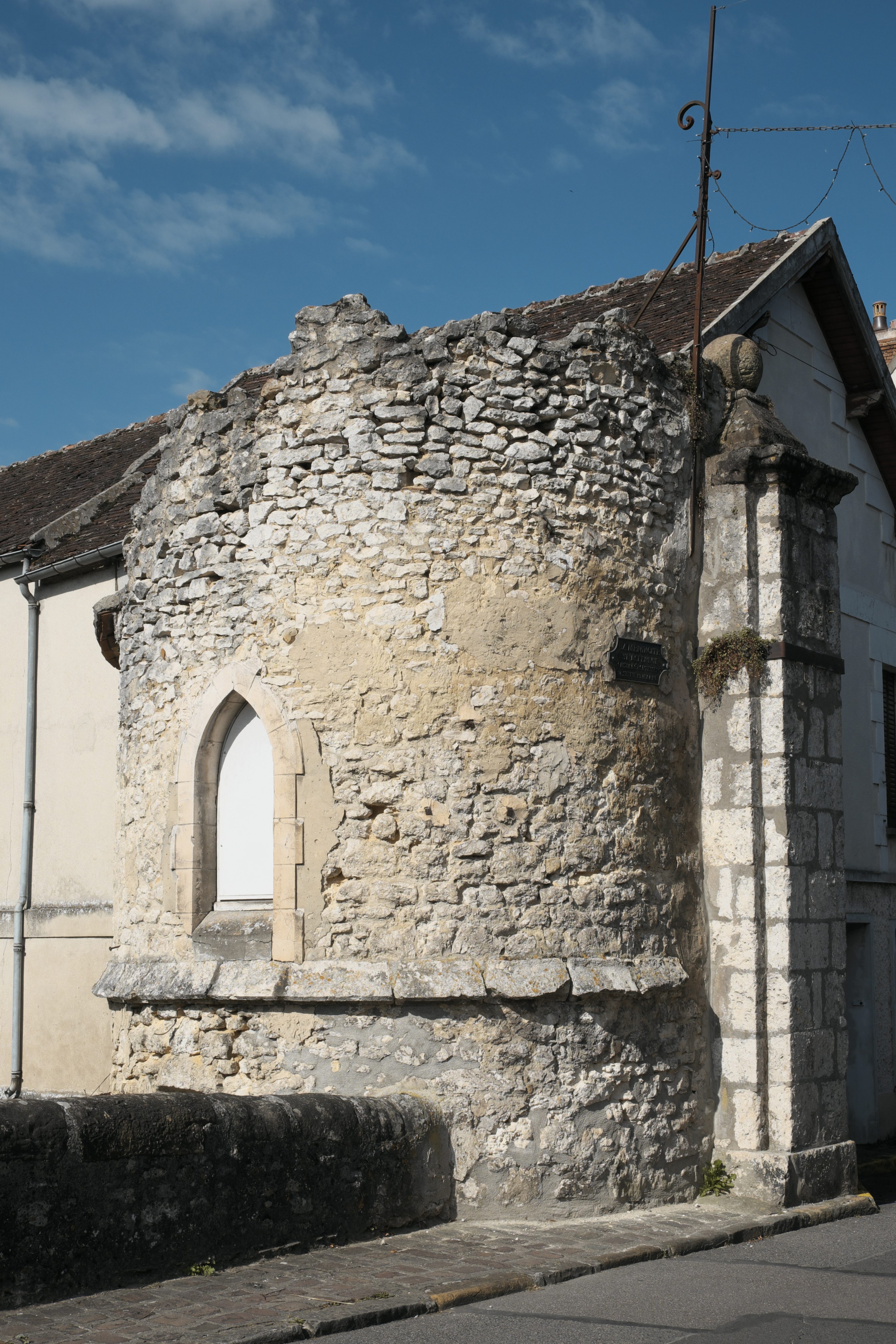
Südlicher Rundturm

Die Porte de Provins in Donnemarie, einem Ortsteil der französischen Gemeinde Donnemarie-Dontilly im Département Seine-et-Marne in der Region Île-de-France, wurde im 16. Jahrhundert errichtet. Das Tor ist der einzige sichtbare Rest der ehemaligen Befestigungsanlage, die durch Beschluss des Königs Franz I. vom 28. Dezember 1544 gebaut werden durfte.
Die Ortsbefestigung besaß vier Tore und 20 Türme entlang der Befestigungsmauer. Die Porte de Provins war der östliche Zugang in den Ort. Von hier führt eine Straße nach Provins.
Von der Porte de Provins sind zwei Rundtürme erhalten. Der nördliche ist in ein Wohnhaus integriert, der südliche ist als Ruine ohne Dach erhalten.